# Riksförbundet för sexuell upplysning
Riksförbundet för sexuell upplysning (RFSU) är en ideell svensk intresseorganisation, grundad 1933. Den arbetar med opinionsbildning kring sexuell och reproduktiv hälsa och rättigheter (vanligtvis kallat SRHR), samt information och upplysning kring sexualitet och samlevnad. En av RFSU:s viktigaste frågor är rätten till fri abort.
Förbundsordförande är sedan juni 2023 Lina Fridén. Generalsekreterare är sedan oktober 2020 Ingela Holmertz.
Organisationen finansieras främst med skatter genom offentliga bidrag. 

## Organisation
RFSU är en partipolitiskt och religiöst obunden organisation. Högsta beslutande organ är kongressen som sammanträder vartannat år. Både enskilda personer, såväl som organisationer, kan vara (och är) medlemmar i RFSU.
Enligt stadgarna vilar RFSU:s arbete på tre friheter: att vara, välja och njuta. Utöver detta har diverse lokalföreningar respektive riksförbundet separata ansvarsområden. Enligt stadgarna som utarbetades, reviderades samt antogs av kongressen 2015 ska både lokalföreningar samt riksförbund företräda RFSU på lokal respektive nationell nivå genom ett arbete för sexuella och reproduktiva rättigheter, samt driva ett aktivt upplysnings- och påverkansarbete. Detta arbete ska gå i linje med innehållet i förbundets stadga tillsammans med övriga beslut som tagits under kongresser och/eller årsmöten. Riksförbund liksom lokalföreningar ansvarar för att erbjuda sina medlemmar ett “aktivt och meningsfullt medlemskap”. Riksförbundet ska utöver detta även ge stöd till lokalföreningar och ansvara för förbundets samarbete inom IPPF.

## Verksamhet
RFSU arbetar med upplysning, utbildning och opinionsbildning genom att arrangera kurser, konferenser och delta i debatter. Dessutom bedriver RFSU ett omfattande internationellt arbete tillsammans med liknande organisationer i andra länder. RFSU är medlem i IPPF (The International Planned Parenthood Federation).
RFSU:s klinik vid Medborgarplatsen i Stockholm är HBTQ-certifierad och arbetar med preventivmedelsrådgivning, sexualrådgivning, sexuellt överförbara sjukdomar samt psykoterapi. Ovanför kliniken arbetar förbundskansliet med bland annat forskning, utbildning, kommunikation samt juridik som rör de frågor RFSU driver.
RFSU-förbundet äger RFSU AB, vars vinst går tillbaka till RFSU-förbundets verksamhet. RFSU AB säljer bland annat kondomer, glidmedel, graviditetstest, sexleksaker, intimvårdsprodukter samt läppbalsamet Carmex, och företaget har även en egen webbutik. En del av företagets vinst går till RFSU-förbundets upplysningsarbete.

## Historia

### 1930-talet

#### RFSU bildas
Under 1930-talet präglades Sverige av svår fattigdom sedan depressionen samt hög frekvens av illegala aborter. Då preventivmedel var olagliga och sexualupplysningen minimal levde många fattiga kvinnor med ständiga graviditeter. Efter en motion framlagd av Socialdemokraterna inleddes 1933 ett mer eller mindre misslyckat försök till att upprätta en kommunal klinik för sexualupplysning på Sabbatsbergs sjukhus. Kliniken lades dock snart ner, främst på grund av bristfällig informationsspridning om dess existens. Då beslöt den norsk-svenska syndikalisten och journalisten Elise Ottesen-Jensen att organisera sexualupplysning i Sverige. Den 30 mars 1933 bildades RFSU. Styrelsen för verksamheten i Stockholm, som skulle fungera som arbetsutskott fram till det att en förbundskongress kunde bildas, bestod av Ottesen-Jensen (ordförande), Gunnar Inghe (sekreterare), Hanna Lundin (kassör) samt Simon Simonsson och Frida Andersson (medlemmar). Bland andra stiftande medlemmar märks psykiatern Gustav Jonsson och psykoanalytikern Nils Nielsen, vilka liksom Inghe var läkare, socialister och Clarté-medlemmar. Till en början bedrevs verksamhet från lokaler belägna på Regeringsgatan i Stockholm. Några av de frågor det nya förbundet uppmärksammade i det program man antog i samband med grundandet var rätten till abort, preventivmedel och sterilisering (på rasbiologiska, medicinska och sociala indikationer), sexualundervisning i Sveriges skolor och universitet, samt avkriminalisering av homosexuella.

#### Preventivmedel
En av de frågor som Ottesen-Jensen själv lade mest vikt vid var kampen mot den preventivlag som antagits vid 1910 års riksdag, som straffbelade spridandet av bruk eller kännedom om preventivmedel bland allmänheten. För att finansiera RFSU:s tidiga verksamhet började man sälja preventivmedel i form av kondomer, trots att denna försäljning var olaglig enligt lagen fram tills det att denna ändrades 1937-38.

#### Abortfrågan
1934 lade den svenske dåvarande justitieministern Karl Schlyter fram ett för tiden radikalt lagförslag till en ny abortlag som bland annat skulle göra abort lagligt av humanitära skäl (exempelvis vid graviditeter orsakade genom våldtäkt, sexuellt umgänge mellan personer i rätt upp- och nedstigande släktskap, svågerlag eller mellan syskon, eller om den gravida kvinnan var under 15 år), medicinska skäl (om barnets tillkomst innebar allvarliga risker för kvinnan), samt rasbiologiska skäl (om den gravida kvinnan eller barnets far ansågs psykisk sjuk eller led av kroppslig sjukdom som ansågs överförbar). Lagrådet avslog enhälligt lagförslaget, men efter en motaktion genomförd av bland andra RFSU - som innebar opinionsbildning genom exempelvis underskrifter - kunde lagen, med justeringar, antas 1938.

#### Tidskrifter
I samband med att förbundet flyttade in på Kungsgatan i Stockholm och upprättade en egen sexualrådgivningsbyrå började man 1936 även att ge ut ett eget medlemsblad som fick namnet “Sexualfrågan”, med Ottesen-Jensen som redaktör. Bladet växte snabbt i popularitet och den tredje upplagan publicerades i 10.000 exemplar. 1949 bytte tidningen namn till “Populär tidskrift för psykologi och sexualkunskap”, och riktades främst till personal vid sjukhus, skolor och sociala institutioner som skulle använda den i sitt arbete med sexualupplysning. I brist på ekonomiska resurser lades tidskriften ner 1959.
1971 startade RFSU en allmän tidning för sexualpolitiska frågor som fick namnet “RFSU-bulletinen”. År 2001 valde förbundet att hylla dess grundare genom att döpa om tidskriften till “Ottar”, efter det allmänt vedertagna smeknamnet på Ottesen-Jensen.

#### Sexualupplysning och sexualundervisning

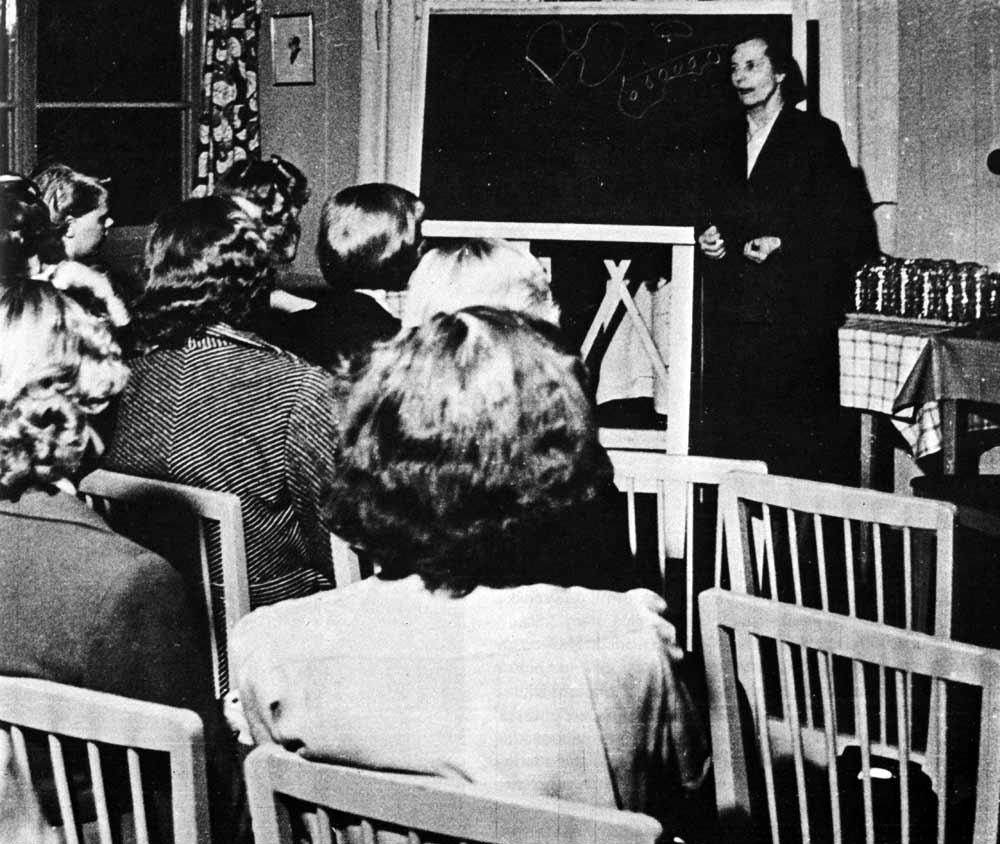
Elise Ottesen-Jensen föreläser

Under senare delen av 1930-talet växte RFSU och det inleddes ett omfattande arbete för att förbättra sexualrådgivningen och sexualupplysningen i landet samt sexualundervisningen i skolor och på universitet på RFSU:s initiativ. Det organiserades möten, seminarier och föreläsningar i diverse städer som leddes både av företrädare för förbundet och från lokala föreningar. RFSU:s rådgivningslokaler i Stockholm tog vid tiden emot fler patienter på ett år än vad den kommunala kliniken på Sabbatsbergs sjukhus gjorde under loppet av flera år, och på de platser RFSU inte hade lokaler samarbetade förbundet med lokala läkare för att kunna erbjuda muntlig och skriftlig rådgivning. På vissa platser upprättades studiecirklar och kurser i sexualupplysning, men då studieledare saknades och de studieledare som fanns själva saknade fullständig utbildning gick arbetet långsamt. Samtidigt bedrevs arbete för att utöka sortimentet av så kallad upplysningslitteratur i landets bibliotek, samt förbättra den undervisning som fanns i skolan genom att kontakta aktiva ungdomsorganisationer. För att lösa problemet med otillräckliga studieledare sett till antal, inledde RFSU 1939 en brevskola, där läkare och pedagoger kunde sammanställa brev och broschyrer med information som skulle nå ut till hela landet.

### 1940-talet
Under 1940-talet växte förbundet ytterligare. Under dessa år höll RFSU 300-400 föreläsningar framför 30 000-40 000 närvarande varje år. Publiken utgjordes av ungdomar, äldre, föräldrar, lärare, läkare, socialarbetare bland andra. 1942 infördes undervisning i sexualfrågor i folkskolan som frivilligt inslag i undervisningen, ytterligare ett framsteg i kampen för den nationella upplysningen. Dessutom förverkligades många av förbundets ursprungliga mål; 1944 avkriminaliserades homosexualitet och 1946 tillkom en ny abortlag. Ytterligare blev apoteken samma år skyldiga att tillhandahålla preventivmedel.
Från att ha fokuserat på att kommunicera bred information till folk runt om i landet, började man nu att rikta in sig mer på kursverksamhet i sexualundervisning för lärare. Då Sveriges ekonomiska tillstånd i högsta grad drabbade fattiga flerbarnsfamiljer bedrev RFSU också en socialpolitisk kamp för att förbättra de ekonomiska förhållandena i landet. Under dessa år utvidgade också RFSU Stockholm den sociala verksamheten, genom att bland annat anställa jurister och samarbeta med arbetsförmedlingen för att hjälpa arbetssökande med att hitta sysselsättning.
Förbundet saknade fortfarande ekonomiska medel för att fullt ut bedriva den verksamhet som de själva ville bedriva. Detta gällde främst de finansiella resurser som krävdes för att utbilda studieledare och hålla kurser i ämnet, samt utbilda läkare i sexualhygien. Pengar behövdes också för att decentralisera förbundets arbete, som till stor del var centrerat kring Stockholm.
Under 1940-talet växte också det internationella samarbetet mellan RFSU och liknande organisationer i andra länder. Bland annat anordnades 1946 en internationell sexualvetenskaplig kongress i Stockholm på RFSU:s initiativ.

#### Ungdomsverksamheten
1940 lade RFSU fram en motion om upprättandet av sociala hjälpbyråer för ungdomar i Stockholmsområdet. Ett av motiven bakom detta var bland annat att andelen unga som föll in i prostitution hade ökat. Förbundet saknade resurser för att själva förverkliga förslaget, men efter opinionsarbete beslutade stadsfullmäktige 1943 att utse en kommitté med syfte att utreda ungdomsproblemen i Stockholm.
Därutöver fortsatte RFSU att bedriva nära samarbete med diverse ungdomsorganisationer, exempelvis Sveriges Socialdemokratiska Ungdomsförbund, SSU. Detta för att fördjupa kunskap i de sexuella frågorna och sprida sexuell upplysning hos Sveriges ungdom.

#### Abortfrågan fortsätter
Under slutet av trettiotalet och början av fyrtiotalet ökade de illegala aborterna i Sverige, något som RFSU menade bland annat berodde på att det sociala välfärdsprogrammet bortprioriterats i krigstid. RFSU inledde en fond-kampanj för att samla in pengar för att förbättra den befintliga abortverksamheten samt för att sprida information till landets kvinnor om vilken hjälp som fanns tillgänglig. Ytterligare kämpade förbundet för rätten till abort av sociala skäl (det vill säga då kvinnans levnadsförhållanden talade för att barnets tillkomst skulle innebära risker för henne eller barnet), något som förverkligades då en ny lag som talade för just detta trädde i kraft 1946, efter beslut taget i riksdagen.

#### Homosexualitet avkriminaliseras
1944 trädde en rad lagförändringar i kraft som reducerade straffen för homosexuella handlingar, en fråga som varit central för RFSU sedan grundandet 1933. Homosexualitet förklarades dock fortfarande vara olagligt vid vissa fall, exempelvis då en eller fler parter underskred en viss ålder, eller på allmän plats. Förbundet förhöll sig generellt positivt till lagändringen, men i ett remissyttrande kritiserade det lagen som de menade skiljde på sexuella handlingar mellan homosexuella och de mellan personer av motsatt kön, då detta enligt RFSU endast befäste allmänhetens fördomar mot homosexualitet.

### 1950-talet
1950-talet var en förhållandevis lugn period för RFSU. Förbundets struktur hade under åren stabiliserats, och 1951 bedrevs verksamhet från 30 lokalavdelningar runt om i landet. Dessutom skedde nära samarbete med ett stort antal stora och legitima föreningar, såsom ABF och LO, och genom kollektivanslutningar kunde medlemsantalet och således intäkterna till förbundet öka.
I och med att RFSU vann mark i många av de frågor de bedrivit blev kritiken mot förbundet, som i början hade varit stark, med tiden mindre. 1954 höll doktor Torsten Wickbom den första lektionen i sexualkunskap i radio, som togs emot med positiva reaktioner landet runt. Året därpå blev sexualundervisning ett obligatoriskt inslag i skolan, och det som RFSU i början hade ansetts farliga för att tycka, var nu erkänt och etablerat. På platser i hela landet efterfrågades förbundets föreläsningar, och det hölls regelbundna föreläsningar för läkare, lärare, barn och vuxna, barnmorskor och för militären. Ytterligare hade fler lokaler för rådgivning kunnat upprättas i landet, och dessa tog emot fler patienter än någonsin i förbundets historia.
Under femtiotalet utvecklades också de internationella samarbeten i sexualfrågor. 1952 grundades International Planned Parenthood Federation, IPPF, vars fokus tidigt låg på att förbättra familjeplaneringen i världens u-länder. 1959 utsågs Ottesen-Jensen till den nya presidenten för IPPF och lämnade därför sitt uppdrag hos RFSU.

#### Preventivmedel
Frågan om preventivmedel aktualiserades ytterligare då det under tidigt femtiotal fastslogs att abortsiffrorna ökade, samtidigt som könssjukdomar blev allt vanligare hos ungdomen i landet. RFSU propagerade för ökad preventivrådgivning i samhället och i skolorna, samt för att det skulle bli lättare för unga att skaffa preventivmedel. 1958 debatterades politiska beslut som skulle tillåta försäljningen av kondomer i utomhusautomater, och efter påtryckningar från RFSU kunde riksdagen 1959 anta en proposition som innebar att kondomer fick säljas i automater belägna inomhus, utomhus och vid speciella nöjesetablissemang.

#### Framtiden för RFSU
I slutet av femtiotalet lämnade förbundets grundare Elise Ottesen-Jensen sin post som ordförande och ersattes med Elisabet Sjövall. Trots denna stora förändring fortsatte organisationen att vara stabil och välfungerande. Dessutom hade mycket av det RFSU tidigt kämpat för genomförts. Förbundet kunde därför ägna tid till ett omfattande framtidsarbete. Detta genom att utarbeta nya mål och visioner, och därefter arbetsprogram som passade dessa. Förbundet behövde även tänka ut nya sätt att utöka sitt kontaktnät och öka sin omsättning.

### 1960-talet
Under 1960-talet skedde stora framsteg gällande preventivmedel, bland annat tilläts 1964 p-pillret som snabbt blev ett vinnande koncept hos kvinnor i landet. 1966 tilläts även spiralen, som främst riktade sig till mödrar som ville använda preventivmedel. Det var nu förbundet fick sitt första statliga bidrag, och pengarna användes bland annat till att testa och förbättra kondomers kvalité. RFSU:s egna försäljning av diverse produkter, bland annat kondomer, ökade under denna tid vilket ökade förbundets verksamhetsresurser.
I samband med att många av förbundets ursprungliga mål hade förverkligats skedde ett skifte i fokus hos många av RFSU:s medlemmar. Tidigare hade konkreta förändringar, såsom lagändringar inom specifika frågor, betonats. Under 1960-talet lades mycket vikt på att istället arbeta med uppfattningar och fördomar som fanns hos Sveriges befolkning, exempelvis rörande könsroller och -normer.
I slutet av 1960-talet (och början av 1970-talet) var RFSU inte alltid i fas med den allmänna opinionen. Exempelvis stödde man inte fri abort förrän 1968, trots att detta krav kommit från bland annat olika studentförbund redan i början av 1960-talet. Elisabet Sjövall, som valts till ordförande efter Ottesen-Jensen 1959, hade varit mer liberal angående homosexualitet men mer återhållsam angående abort.

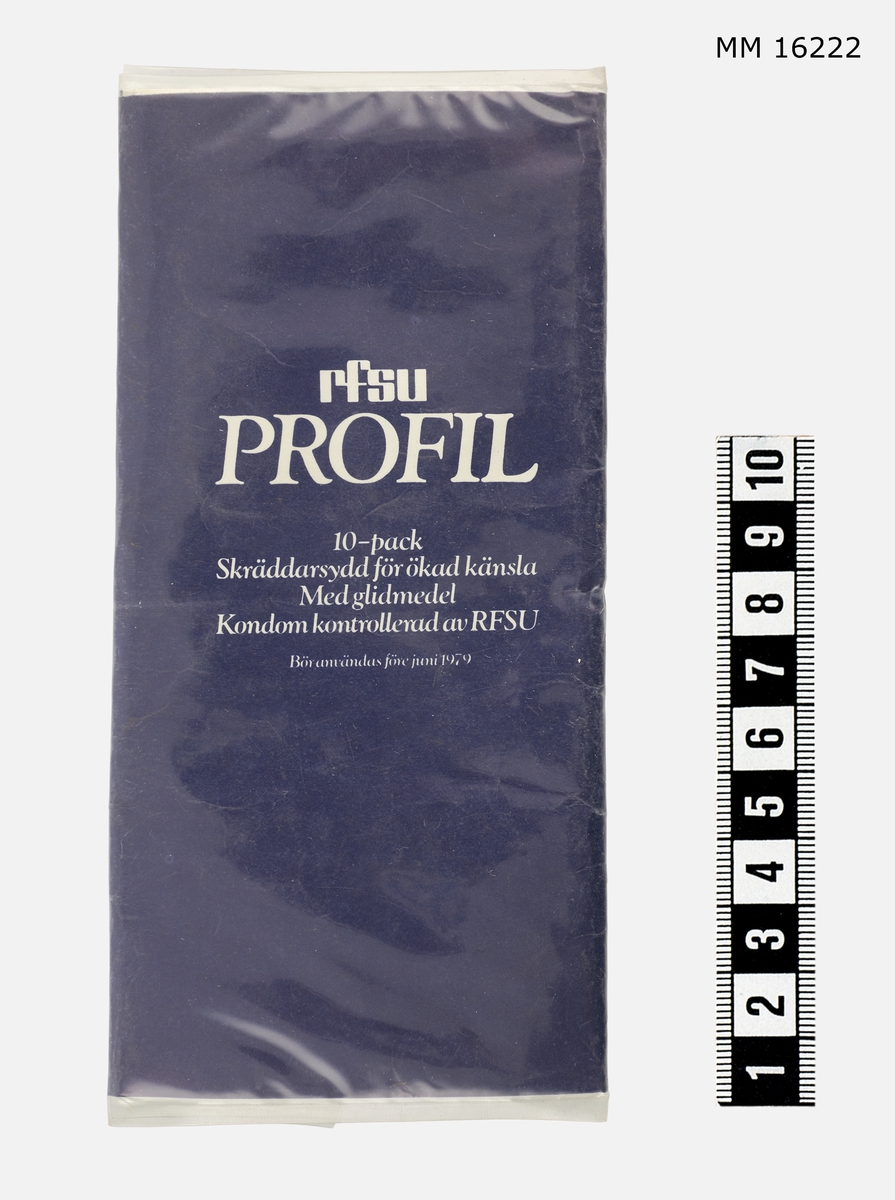
Kondom distribuerad av RFSU under 1970-talet

### 1970-talet
1970-talet präglades bland annat av en snabb spridning av gonorré runt om i världen, något som RFSU aktivt kämpade mot. Opinionsarbete bidrog bland annat till att preventivmedel blev mer lättillgängliga, exempelvis började kondomer 1970 säljas på bensinmackar och kiosker. Samma år öppnades den första ungdomsmottagningen i landet, som skulle hjälpa ungdomar med sexualrådgivning och upplysning om skydd mot könssjukdomar och preventivmedel. Under de kommande åren blev fler preventivmedel, såsom minipillret, tillåtna, och det blev även lagligt för nyutbildade barnmorskor att driva preventivmedelsrådgivning. RFSU:s kampanj mot spridningen av gonorré fick nationell liksom internationell uppmärksamhet, och Sverige blev det första landet i världen att minska sjukdomens spridning.
Abort- och familjefrågan fortsatte också att förbättras i RFSU:s riktning. 1975 började en ny abortlag gälla som innebär att en kvinna fick genomföra en abort när som helst fram till den 18:e veckan av graviditeten, utan att behöva uppge någon anledning. Föräldraförsäkringen som infördes 1974 innebar bland annat att föräldrarna nu hade rätt till betald föräldraledighet (en ersättning som motsvarade 60 procent av den tidigare inkomsten) i ett halvår.
1979 strök Socialstyrelsen homosexualitet ur sitt register över sjukdomar efter en protestaktion från HBTQ-aktivister.

### 1980-talet
RFSU införde ett nytt idéprogram 1981, ett som skulle ersätta det gamla från 1984. Bland annat tryckte man tydligare på ord som "kamp". Man kämpade för homosexuellas rätt till likaberättigande, samt mot prostitution och pornografi. De senare kännetecknades som "kommersiell sexhandel".
Under 1980-talet och Hans Nestius tid som RFSU-ordförande var förbundet starkt kritiskt mot den till stor del heteronormativa och i hans språkbruk kvinnoförtryckande pornografin. Under 1960-talet hade RFSU och samme Nestius kämpat för avskaffandet av lagparagrafen "sårande av tukt och sedlighet", vilket gjordes i samband med pornografins legalisering i Sverige 1971.

### Senare årtionden
I förbundets idéprogram 1990 mildrades den konfrontativa diskursen angående könsroller och pornografi något, åtminstone i rubriksättningen. Fokus flyttades nu mer från familj till individ, med större fokus på individens rätt till lust. Man såg också homosexualiteten som mer etablerad i samhället och mindre i behov av särskilt stöd.
Det nya idéprogrammet 2000 flyttade tyngdpunkten ytterligare, från kön till människa. Under det gångna årtiondet hade framväxten av tredje vågens feminism, begreppet queer samt Pride-festivaler bidragit till att vidga det könsmässiga landskapet bort från en enkel man/kvinna-dualitet inom heteronormativitetens ram.
Under 2000-talet blev en sexualkonservativ kulturell våg tydlig, och RFSU lade kraft på att motverka den. Man såg också den svenska sexköpslagen som problematisk. Man ville hellre stötta individerna genom socialt arbete, samt lade fokus på människohandel med hjälp av internationellt samarbete.
2009 avskaffade Socialstyrelsen sjukdomsklassningen av BDSM, vilket var ett resultat bland annat av RFSUs arbete i frågan. År 2019-2020 fortsatte man utbildningsverksamheten i ämnet genom att i samarbete med RFSL genomföra en enkät och ge ut en informationsskrift om BDSM, riktad till personer som arbetar med människor.
Under 2010- och 2020-talet deltog RFSU återkommande i debatten om både den svenska sexköpslagen och pornografi.

## Ordförande
På senare år har förbundsordföranden enligt förbundets praxis oftast varit verksam under sex års tid.
- Elise Ottesen-Jensen (1933–1959)[47]
- Anton Lund, tillförordnad, (1959–1961)[48]
- Elisabet Sjövall (1961–1964)[48]
- Thorsten Sjövall (1964–1971 eller 1972)[49][50]
- Carl-Adam Nycop (1971–1974)[51]
- Carl Gustaf Boëthius (1974–1979)[52]
- Hans Nestius (1979–1987)[53]
- Maj Fant (1987–1989)[54]
- Gunnar Söderholm (1989–1991)[55]
- Margó Ingvardsson (1991–1997)[56][57]
- Gert-Inge Brander (1997–2005)[57][58]
- Lena Lennerhed (2005–2011)[59]
- Kristina Ljungros (2011–2017)[60]
- Hans Linde (2017–2023)[46]
- Lina Fridén (2023– nuvarande)[2]